# Йоахім Мюнхеберг
Йоахім Мюнхеберг (нім. Joachim Müncheberg, 18 грудня 1918, Драмбург, Померанія — 23 березня 1943, Мекнассі, Туніс) — німецький льотчик-ас австрійського походження, майор люфтваффе. Кавалер Лицарського хреста Залізного хреста з дубовим листям‎ і мечами.

## Біографія
Військова кар'єра
- 4 грудня 1936 — фанен-юнкер
- вересень 1938 — обер-фенріх
- 1 вересня 1939 — лейтенант
- 22 серпня 1940 — обер-лейтенант
- 19 вересня 1941 — гауптман
- грудень 1942 — майор

У жовтні 1936 року вступив у вермахт. На початку Другої світової війни бився у лавах 7-ї ескадрильї 26-ї винищувальної ескадри «Шлагетер». Свою першу перемогу здобув 7 листопада 1939 року, збивши британський бомбардувальник «Бленгейм». Під час Французької кампанії і битви за Британію командував 7-ю ескадрильєю своєї ескадри; збив 23 літаки. У лютому 1941 року переведений на Середземне море. Учасник боїв над Мальтою, на Балканах та в Північній Африці. З 19 вересня 1941 по 21 липня 1942 року командував 2-ю групою своєї ескадри. Учасник Німецько-радянської війни, був тричі збитий. У жовтні 1942 року призначений командиром 77-ї винищувальної ескадри, перекинутої в Туніс, де в умовах повного панування британської авіації здобув 19 перемог. Загалом у боях на Середземномор'ї збив 18 літаків супротивника, а в Північній Африці — 61. Загинув у бою.
Усього за час війни здійснив 512 бойових вильотів і збив 135 літаків, зокрема 33 радянські.